# Piscina Georges Vallerey
La piscina Georges Vallerey o piscina de Tourelles és un complex aquàtic que està situat al número 148 de l'avinguda Gambetta, prop de la porta des Lilas, al 20è districte de París. Construïda per acollir les proves de natació dels Jocs Olímpics de 1924, va ser la piscina seu de la Federació Francesa de Natació i va acollir nombroses edicions dels Campionats de Natació francesos.
Després de la mort del nedador Georges Vallerey, al desembre de 1954, l'ajuntament de París suggerí canviar el nom de la piscina de Tourelles, pel de "Georges Vallerey". El canvi de nom fou aprovat el 4 de març de 1959.
Va ser renovada entre 1986 i 1989 amb un projecte de l'arquitecte Roger Taillibert i és gestionada per l'UCPA.